# Bolesław Jóźwicki
Bolesław Jóźwicki (ur. 2 sierpnia 1904 w Kłodzie, zm. 12 grudnia 1993 w Warszawie) – polski malarz, nauczyciel, uczestnik konspiracji niepodległościowej w okresie drugiej wojny światowej.

## Życiorys
W latach 1920–1925 uczył się w Państwowym Seminarium Nauczycielskim w Lublinie, które ukończył z wynikiem bardzo dobrym. Następnie pracował jako nauczyciel w szkołach w Spławach, Prawnie, Baranowie, Kazimierzu oraz Rudzie Talubskiej a także kontynuował kształcenie pedagogiczne kończąc Wyższy Kurs Nauczycielski w zakresie polonistyki i rysunku oraz wiele innych kursów w ramach kształcenia nauczycieli w tym w Instytucie Pedagogicznym we Lwowie czy przy Kuratorium Okręgu Szkolnego Wileńskiego. W 1938 jako p.o. kierownika szkoły powszechnej w Rudzie Talubskiej został odznaczony przez Kuratorium Okręgu Szkolnego Lubelskiego Brązowym medalem. Pracował również jako podinspektor szkolny w Garwolinie. Od 1 września 1925 r. członek Związku Nauczycielstwa Polskiego, w którego lokalnych strukturach pełnił różne funkcje.
Przed wojną kształcił również swoje umiejętności malarskie między innymi na trzyletnim ognisku w Krzemieńcu, gdzie jego nauczycielami byli między innymi: Władysław Lam, Stanisław Szczepański, Hanna Rudzka-Cybisowa, Czesław Rzepiński, Kazimierz Tomorowicz czy Jerzy Wolff. Podczas pracy w szkole w Kazimierzu przyjaźnił się z artystami Antonim Michalakiem i Janem Karmańskim. 
Podczas drugiej wojny światowej aktywnie zaangażowany w konspirację, podobnie jak jego dwaj bracia Edward Jóźwicki i Władysław Jóźwicki. Szczególnie aktywny na polu tajnego nauczania przedmiotów zakazanych przez władze okupacyjne. Był jednym z nauczycieli tajnego gimnazjum w Rudzie Talubskiej. W 1942 r. wraz z Konstantym Domańskim i Lucjanem Kiljańskim wszedł w skład ekspozytury w Górznie konspiracyjnej Powiatowej Komisji Oświaty i Kultury.
Po wojnie pracował jako nauczyciel w warszawskim Liceum Ogólnokształcącym im. Jarosława Dąbrowskiego. Pełnił również funkcję jego wicedyrektora w latach 1950-1963. Był autorem podręczników do języka polskiego "Język polski - komentarz metodyczny" oraz Ortografia i gramatyka dla Korespondencyjnego Liceum Pedagogicznego Towarzystwa Łączności z Wychodźstwem "Polonia". Pracował także w Komisji Programowej Ministerstwa Oświaty oraz Odwoławczej Komisji Dyscyplinarnej dla nauczycieli przy Ministerstwie Oświaty.

## Praca artystyczna
Pierwsza wystawa jego prac miała miejsce w Kazimierzu w roku 1934. W okresie powojennym jego prace wystawiane były na ponad 40 wystawach indywidualnych i wielu zbiorowych, w tym w Zachęcie, Domu Artysty Plastyka czy Galerii MDM. Jego prace wystawiane były również za granicą w tym ZSRR, NRD, Czechosłowacji, na Węgrzech a także we Francji.
Od 1970 r. należał do Związku Polskich Artystów Plastyków a także do Związku Polskich Artystów Malarzy i Grafików.

## Odznaczenia
Za osiągnięcia artystyczne, nauczycielskie i społeczne był odznaczony między innymi: Krzyżem Oficerskim Orderu Odrodzenia Polski, Krzyżem Kawalerskim Orderu Odrodzenia Polski, Złotym Krzyżem Zasługi, Medalem Komisji Edukacji Narodowej, Złotą Odznaką Związku Nauczycielstwa Polskiego, Odznaką Związku Nauczycielstwa Polskiego za Tajne Nauczanie oraz odznaką Zasłużony Działacz Kultury.